# 6653 Feininger
6653 Feininger (1991 XR1) là một tiểu hành tinh vành đai chính được phát hiện ngày 10 tháng 12 năm 1991 bởi Borngen, F. ở Tautenburg.